# Delage Type DI-50
Der Delage Type DI-50 war das vorletzte Pkw-Modell der französischen Marke Delage. Es gibt auch die Schreibweise Delage Type DI 50. Die Interpretation des Buchstabens I als Ziffer 1 kommt vor, ist aber falsch.

## Beschreibung
Die nationale Zulassungsbehörde prüfte das Fahrzeug mit der Nummer 50.293 und erteilte am 10. November 1938 die Zulassung. Delage bot das Modell von 1939 bis 1940 an. Vorgänger war der Delage Type DI-12. Einen Nachfolger gab es nicht.
Ein Vierzylindermotor trieb die Fahrzeuge an. Er hatte 84 mm Bohrung und 107 mm Hub. Das ergab 2372 cm³ Hubraum. Der Motor war steuerlich mit 14 Cheval fiscal eingestuft und leistete 59 PS.
Das Fahrgestell hatte vorne 1380 mm und hinten 1460 mm Spurweite. Der Radstand betrug 2950 mm. Das Leergewicht war mit 1300 kg angegeben. Das Fahrzeug stand als Limousine und Coupé in der Preisliste.

## Stückzahlen und überlebende Fahrzeuge
Peter Jacobs vom Delage Register of Great Britain erstellte im Oktober 2006 eine Übersicht über Produktionszahlen und die Anzahl von Fahrzeugen, die noch existieren. Seine Angaben zu den Bauzeiten weichen in einigen Fällen von den Angaben der Buchautoren ab. Stückzahlen zu den Modellen nach der Übernahme durch Automobiles Delahaye sind unbekannt. Für dieses Modell bestätigt er die Bauzeit von 1939 bis 1940. Ein Fahrzeug existiert noch.